# Ulrich Lindner
Ulrich Lindner (* 12. Februar 1938 in Dresden; † 29. April 2024 ebenda) war ein deutscher Chemiker, Fotograf und Fotografiker.

## Leben und Werk
Lindner erlebte als Siebenjähriger das Grauen der Luftangriffe auf Dresden und wuchs inmitten der Ruinen auf, was Einfluss auf sein späteres künstlerisches Schaffen haben sollte. Schon als Schüler fotografierte er.
Er absolvierte in Dresden die Oberschule und studierte nach dem Abitur von 1956 bis 1962 an der TU Dresden Chemie. Danach hatte er bis 1983 leitende Funktionen im VEB Fotopapierwerk Dresden. Er unternahm Reisen in den Nahen und Mittleren Osten und nach Südostasien. Nachdem er sich bereits ab 1960 intensiv als Fotograf und Fotografiker betätigt hatte, arbeitete er ab 1983 in Dresden-Blasewitz freischaffend als Fotograf und Fotografiker, wobei er Autodidakt blieb. Er bediente sich dabei „der Fotografie, der Collage, höchst verfeinerter Ausschneidetechniken, Mehrfachkopien, der Solarisation, trickreicher Belichtungen und fotochemischer Manipulationen.“
1984 leitete er im DEFA-Studio für Trickfilme die Produktion des Kurz-Experimentalfilms Zeitverläufe, in dem auch seine Fotografien verarbeitet wurden.
Lindner war mit Gerhard Altenbourg befreundet. Nach dessen Tod dokumentierte er fotografisch dessen Haus und Garten.
Lindner hatte ab 1981 im In- und Ausland über 50 Einzelausstellungen und Beteiligungen an Gruppenausstellungen.
1992 erhielt er ein Stipendium der Stiftung Kulturfonds der neuen Bundesländer.

## Mitgliedschaften
- 1976 bis 1990: Verband Bildender Künstler der DDR
- ab 1991: Deutsche Gesellschaft für Photographie
- ab 1998: Klasse Bildende Kunst der Sächsischen Akademie der Künste und von 2002 bis 2005 stellvertretender Sekretär der Klasse

## Ehrungen
- 1984 Auszeichnung im Wettbewerb Schönste Bücher der DDR (für die Fotografiken des Buchs Das Zimmer der Träume. Wundersame Geschichten aus Frankreich; Hrsg. Klaus Möckel; Verlag Volk und Welt)
- 1989 Auszeichnung auf der Ausstellung Schönste Bücher aus aller Welt (für die Fotografiken des Buchs Der Mord im Fischladen von Alexander Grin; Verlag Volk und Welt)

## Rezeption
Lindner „gehörte zu den stillen, in seinem Schaffen jedoch eigenwilligsten und ausdrucksstärksten Foto-Künstlern in Dresden. […] Seine überragenden technischen Kenntnisse boten jedoch das Fundament für sein fotokünstlerisch experimentelles Werk, das sich immer wieder durch verfremdende, bisweilen surreale Kompositionen auszeichnete.“

## Museen und öffentliche Sammlungen mit Werken Lindners (unvollständig)
- Berlin: Berlinische Galerie
- Cottbus: Brandenburgisches Landesmuseum für moderne Kunst / Dieselkraftwerk Cottbus
- Dresden: Kupferstichkabinett[5]
- Dresden: Sächsischer Kunstfonds[5]

## Ausstellungen (unvollständig)

### Einzelausstellungen
- 1979: Dresden, Pretiosensaal im Dresdner Schloss
- 1980: Wroclaw, Galerija Sztuki Wspólczesna Awangarda
- 1984: Greifswald, Greifen-Galerie (Photographik)
- 1985: Dessau, Schloss Georgium Staatliche Galerie Dessau
- 1986/1987: Erfurt, Galerie erph; Leipzig, Galerie Theaterpassage; Dresden, Neue Dresdner Galerie (Fotografik)
- 1990: Unterwellenborn, Kulturpalast „Johannes R. Becher“
- 1991: Cottbus, Brandenburgische Kunstsammlungen Cottbus
- 1992: Forbach (Moselle), Galerie Œil
- 1993: Köln, Deutschlandfunk Köln
- 1995: Dresden, Kupferstich-Kabinett („Abschied. Dresdner Ruinen“)
- 1999: Dresden, Antikenhalle der Skulpturensammlung, und Görlitz Schlesisches Museum („Ex Eventu. Photographik zum Jahrhundertende“)
- 2000: Darmstadt, Studio Kunsthalle Darmstadt, und Halle (Saale), Staatliche Galerie Moritzburg
- 2015: Dresden, Galerie Döbele („Der Tod und die Stadt“)[6]
- 2015: Dresden, Leonhardi-Museum[7]
- postum 2024: Dresden, Sächsische Akademie der Künste („Hommage an Ulrich Lindner“)

### Teilnahme an Ausstellungen
- 1979 und 1985: Dresden, Bezirkskunstausstellungen
- 1982/1983 und 1978/1988: Dresden, IX. und X. Kunstausstellung der DDR
- 1985: Berlin, Nationalgalerie („Auf gemeinsamen Wegen“. Kunstausstellung zum 40. Jahrestag der Befreiung.)
- 1985: Erfurt, IGA („Künstler im Bündnis“)
- 1990: Köln, Art Cologne
- 2012/2013: Berlin, Berlinische Galerie („Geschlossene Gesellschaft. Künstlerische Fotografie in der DDR 1949–1989“)